# Philippe Lavigne

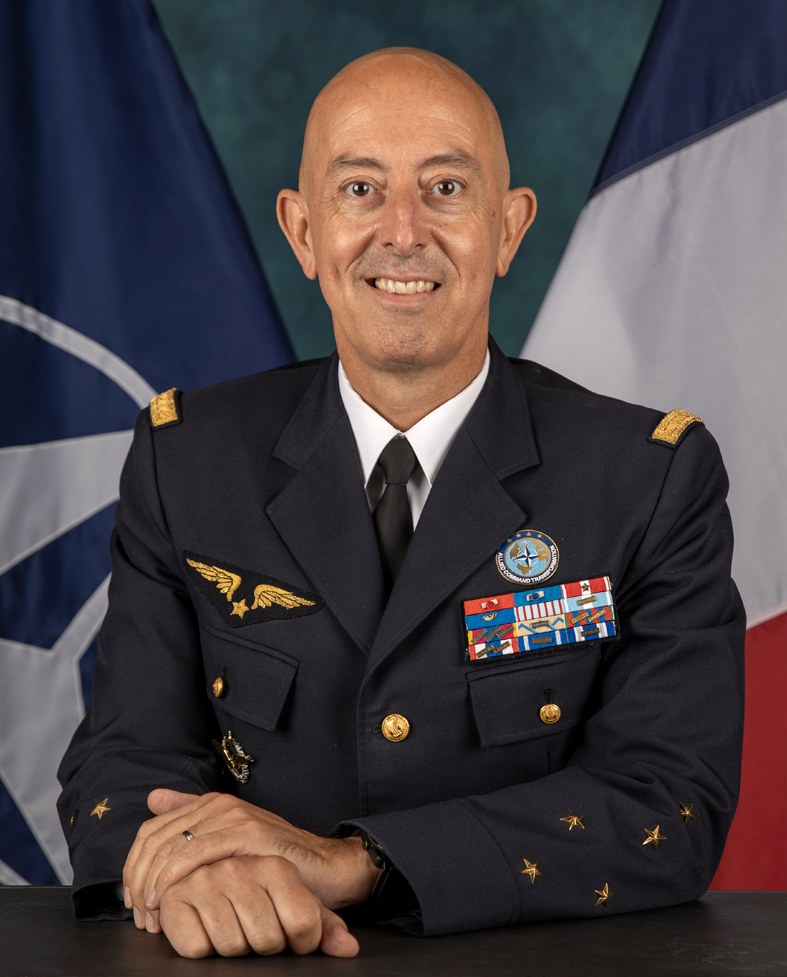
Offizielles Porträt von Philippe Lavigne

Philippe Lavigne (* 25. September 1965 in Bergerac) ist ein französischer Général d’armée aérienne. Er war von 2018 bis 2021 Stabschef der französischen Luft- und Raumfahrt und ist seit dem 23. September 2021 Supreme Allied Commander Transformation.

## Leben
Er schloss 1985 die Prytanée National Militaire ab und trat in die École de l’air in Salon-de-Provence ein, an der er 1989 zum Piloten ausgebildet wurde. Er diente in der Mirage 2000 als Verteidigungspilot während der Operationen im ehemaligen Jugoslawien und im Irak, wo er mehr als 2000 Flugstunden absolvierte und mehr als 50 Kampfeinsätze flog. Später übernahm er das Kommando über das Jagdgeschwader im Département Vendée, obwohl er bis 2000 das Collège interarmées de Défense besuchte. Er war 2004 verantwortlich für die Operation Secure Tomorrow in Haiti und nahm 2005 an der südasiatischen Operation Béryx teil, bei der die lokale Bevölkerung einbezogen wurde. Er wurde nach Paris versetzt und diente dem in Paris ansässigen Gemeinsamen Zentrum für Strategische Planung und Kommandooperationen, wo er an mehreren friedenserhaltenden und humanitären Operationen beteiligt war, bis er 2005 zum Planungsoffizier des Luftwaffenstabs aufstieg, in dessen Büro er sich mit Fragen der Raumfahrt und der europäischen Zusammenarbeit befasste. Er wechselte zum Institut des hautes études de défense nationale, wo er bis 2009 den Lehrgang für Höhere Militärische Studien zur Verteidigungspolitik absolvierte. Von der Militärschule Saint-Cyr wurde er nach Abschluss des Lehrgangs zur Verteidigungspolitik 2012 stellvertretender Direktor für Kriegsmaterialexporte im Generalsekretariat für Verteidigung und nationale Sicherheit.
Er diente als Direktor für Information im Hauptquartier der Streitkräfte im Jahr 2014, bevor er zum Chef des Generalstabes des französischen Verteidigungsministers aufstieg, bis er 2018 nach Paris versetzt wurde, um den internationalen Flughafen Kabul in Afghanistan zu besetzen, über den die französischen Streitkräfte an der Operation Pamir beteiligt waren, die er im Rahmen der militärischen Zuständigkeiten der zivilen Behörden leitete.
Er stieg 2015 in den Rang eines Generals der Luftbrigade auf, gefolgt von einer Ernennung zum Kommandeur der Luftbrigade der Jagdfliegerei in Dijon und am Flughafen Bordeaux im September. Als Leiter der Einsatzbereitschaft der Kampffliegerei im Jahr 2016 war er im Hauptquartier der Streitkräfte, um als Kabinettschef zu dienen. Es folgte 2017 eine Beförderung zum Generalmajor der Luftwaffe, bis er Stabschef der Luftwaffe wurde, auf die die Beförderung zum Generalleutnant der Luftwaffe am 31. August 2018 folgte.
Er wurde am 28. Mai 2021 vom Nordatlantikrat zum Supreme Allied Commander Transformation in Norfolk im US-amerikanischen Bundesstaat Virginia ernannt und übernahm das Amt formell am 23. September 2021. Damit einher ging auch seine Ernennung zum Général d’armée aérienne. Er wurde während seiner militärischen Laufbahn zum Offizier der Ehrenlegion sowie zum Kommandeur des Ordre national du Mérite ernannt und ist Träger des Croix de la Valeur militaire. 2024 wurde ihm das Große Verdienstkreuz mit Stern des Verdienstordens der Bundesrepublik Deutschland verliehen.
Lavigne ist seit 1987 mit Marie-Laure Lavigne verheiratet und hat einen Sohn. Lavigne teilt eine Leidenschaft für Rugby und Comics.